# Emilio Solari
Emilio Solari – argentyński piłkarz, pomocnik.
Jako gracz klubu Nueva Chicago Buenos Aires wziął udział w turnieju Copa América 1921, gdzie Argentyna pierwszy raz w swych dziejach zdobyła mistrzostwo Ameryki Południowej. Solari zagrał we wszystkich trzech meczach – z Brazylią, Paragwajem i Urugwajem.
Wziął także udział w nieudanym turnieju Copa América 1922, gdzie Argentyna zajęła przedostatnie, czwarte miejsce. Solari zagrał we wszystkich czterech meczach – z Chile, Urugwajem, Brazylią i Paragwajem.
Rok później, wciąż jako piłkarz klubu Nueva Chicago, wziął udział w turnieju Copa América 1923, gdzie Argentyna została wicemistrzem Ameryki Południowej. Solari zagrał we wszystkich trzech meczach - z Paragwajem, Brazylią i Urugwajem.
Jako piłkarz klubu Sportivo Barracas Buenos Aires wziął udział w turnieju Copa América 1924, gdzie Argentyna ponownie została wicemistrzem Ameryki Południowej. Solari zagrał we wszystkich trzech meczach - z Paragwajem, Chile i Urugwajem.
W latach 1921–1926 Solari rozegrał w reprezentacji Argentyny 29 meczów (nie zdobył w nich żadnej bramki).